# Weitenauer (Glockengießer)
Weitenauer (Schreibweise auch Weidenauer, Weidnauer, Weitnauer, Wettnauer, Weidner) war eine Stück-, Rot- und Glockengiesser-Werkstatt in Basel, die ab dem 17. Jahrhundert über mehrere Generationen hinweg bis Anfang des 19. Jahrhunderts bestand und den regionalen Markt dominierte. Aus dieser Werkstatt stammen zahlreiche Kirchenglocken vor allem  in Basel, im Baselbiet, Markgräflerland und Elsass, von denen jedoch nur wenige erhalten sind. Einzelne Arbeiten aus der Werkstatt Weitnauer befinden sich heute auch in der Metallkunst-Sammlung des Historischen Museums Basel.

## Glocken aus der Werkstatt Weitnauer
Die nachstehende Auswahl ist geordnet nach Standort innerhalb heutiger Staatsgrenzen.

### Schweiz
- Basel, St. Leonhard: zwei Glocken, 1693, Hans Heinrich Weitnauer[2]
- Arlesheim, Stiftskirche, Hans Heinrich Weitnauer[3]
- Pratteln, Schloss Maienfels: Glocke im Dachreiter, 1775, Johann Friedrich Weitnauer[4]
- Dornachbrugg, St. Magdalena-Kapelle: St. Magdalena-Glocke, 1805, Friedrich Weitnauer (= Johann Friedrich Weitnauer?); die Kirche wurde 1874 abgebrochen, die Glocke befindet sich heute im Heimatmuseum Schwarzbubenland in Dornach[5]
- Bubendorf BL, Schloss Wildenstein: 1785, Johann Friedrich Weitnauer[6]
- Magden, Christkatholische Kirche: zwei Glocken, 1694 und 1697[7]
- Möhlin: Christkatholische Kirche St. Leodegar: Glocke, 1700
- Allschwil, St. Peter und Paul: 1708, Hans Heinrich Weitnauer; 1803: zwei Glocken von Johann Friedrich Weitnauer[8]
- Ziefen, St. Blasius: 1701, Hans Friedrich Weitnauer[9]
- Saas-Fee, Wallfahrts-Kapelle Maria zur Hohen Stiege: 1693, Hans Heinrich Weitnauer I[10]

### Frankreich
- Fislis, Pfarrkirche Saint-Léger: zweites Quartal d. 18. Jh., Johann Friedrich Weitnauer
- Heiteren, Kapelle Notre-Dame-de-Thierhurst: eine von zwei Glocken, 1701, Hans Heinrich Weitenauer
- Mittelbergheim, Rathaus: 1685, Hans Heinrich Weitenauer und Jacob Roth
- Fulleren, Kapelle Saint-Michel: 1702, Hans Heinrich Weitnauer (die Glocke stammt möglicherweise ursprünglich aus der alten Kirche des nicht mehr existierenden Dorfes Rossburn)
- Guebwiller, Kapelle Notre-Dame-du-Saering: 1696, Hans Heinrich Weitnauer
- Hégenheim, Pfarrkirche Saint-Rémi: 1790, Johann Friedrich Weitnauer
- Michelbach-le-Haut: Pfarrkirche Saint-Jacques-le-Majeur: eine von drei Glocken (nicht erhalten, unsichere Zuschreibung Johann Friedrich Weitnauer)
- Michelbach-le-Bas, Pfarrkirche Saint-Théodore: 1699, Hans Friedrich Weitnauer
- Magstatt-le-Bas, Pfarrkirche Saint-Michel: Hans Heinrich Weitnauer
- Uffheim, Pfarrkirche Saint-Michel: 1700, Hans Heinrich Weitnauer und Johann Gintner
- Werentzhouse, Pfarrkirche Saint-Wendelin: 1716, Hans Heinrich Weitnauer

### Deutschland
- Freiburg im Breisgau, Freiburger Münster: Scheid- oder Totenglocke, 1735, Hans Friedrich Weitnauer (= Johann Friedrich Weitnauer?)
- Lehen (Ortsteil von Freiburg im Breisgau), Pfarrkirche St. Cyriak: die kleinste Glocke, genannt „Gott zu Ehren für die gesamte Vogtei zu Lehen“, 1698, Hans Heinrich Weitnauer II
- Benzhausen: Kapelle St. Agatha: 1768, Johann Friedrich Weitnauer
- Glottertal, Pfarrkirche St. Blasius: zwei Glocken, 1720, Hans Heinrich Weitnauer II
- Eichstetten am Kaiserstuhl, Evangelische Kirche: Taufglocke, 1699, Hans Heinrich Weitenauer
- Blansingen, Peterskirche: 1686, Hans Heinrich Weitenauer
- Schliengen, St. Leodegar: 1685, Jakob Roth und Hans Heinrich II. Weitenauer (bis 1951 am Ort, heute im Historischen Museum Basel)[11]
- Kirchzarten, Wallfahrtskapelle St. Marien (Giersbergkapelle): kleine Glocke 2, 1711, Hans Heinrich II. Weitenauer[12]
- Mambach (Ortsteil von Zell im Wiesental), Wallfahrtskapelle Maria Frieden (ursprünglich Atzenbach, Pfarrkirche Mariä Himmelfahrt): 1817, Friedrich Weitnauer[13]